# Jels
Jels es un pueblo danés incluido dentro del municipio de Vejen, en la región de Dinamarca Meridional.

## Historia
Jels se sitúa en una comarca que ha sido habitada desde la prehistoria ya que se han encontrado un buen número de túmulos funerarios en ella.
Formaba parte del ducado de Schleswig que fue anexado en 1864 a Prusia tras la guerra de los Ducados entre este país y Dinamarca. En ese tiempo, era una pequeña aldea en cuyo alrededor se encontraban cuatro grandes latifundios que explotaban una buena parte de su territorio. En 1905 quedó conectada a la red ferroviaria mediante el ramal Handerslev – Skodborg. Esto propició su crecimiento y de hecho, buena parte de las viviendas existentes actualmente se construyeron en esa época.
Después de finalizar la I Guerra Mundial, el Tratado de Versalles determinó que se debía celebrar un pleibiscito en el que la población decidiera a cual país pertenecer: Dinamarca o Alemania. El norte de la región – y con ella, Jels – decidió integrarse en Dinamarca por lo que la localidad pasó a ser parte de este país a partir de 1920.
En 1927 se dividió la tierra de los citados cuatro latifundios y se formaron 36 nuevas explotaciones agropecuarias. Poco después –en 1934– desapareció el ferrocarril debido a las pérdidas económicas que conllevaba.
La situación del pueblo junto a un lago se comenzó a aprovechar a partir de 1939 cuando el municipio adquirió los terrenos al sur del mismo. Se acondicionó un área para el baño, se creó un teatro al aire libre, se levantó un balneario y se creó un club de remo. En 1993 se construyó una representación a escala del sistema solar y recientemente, un campo de golf en la parte norte.

## Geografía
Jels se sitúa en la parte sur de la península de Jutlandia. Las localidades vecinas son las siguientes:
| Noroeste: Skodborg     | Norte: Skodborg y Vamdrup | Noreste: Ødis  |
| Oeste: Rødding         |                           | Este: Mølby    |
| Suroeste: Øster Lindet | Sur: Øster Lindet y Mølby | Sureste: Mølby |

Su territorio está caracterizado por la presencia de suaves colinas y tiene como elementos destacados tres lagos: el Nedersø situado junto a casco urbano así como Midtsø y Oversø, más alejados y de menor entidad. Los tres están formados en el curso del río Jels. También cercano a la población discurre el arroyo Barsbøl.
El terreno está dedicado principalmente a la agricultura con presencia de tres masas boscosas en la parte norte: Haraldsholm, Klaskeroj y Barsbøl. A poca distancia al sur, pero situado en el término de la vecina Molby, se encuentra el bosque Stursbøl.

## Comunicaciones

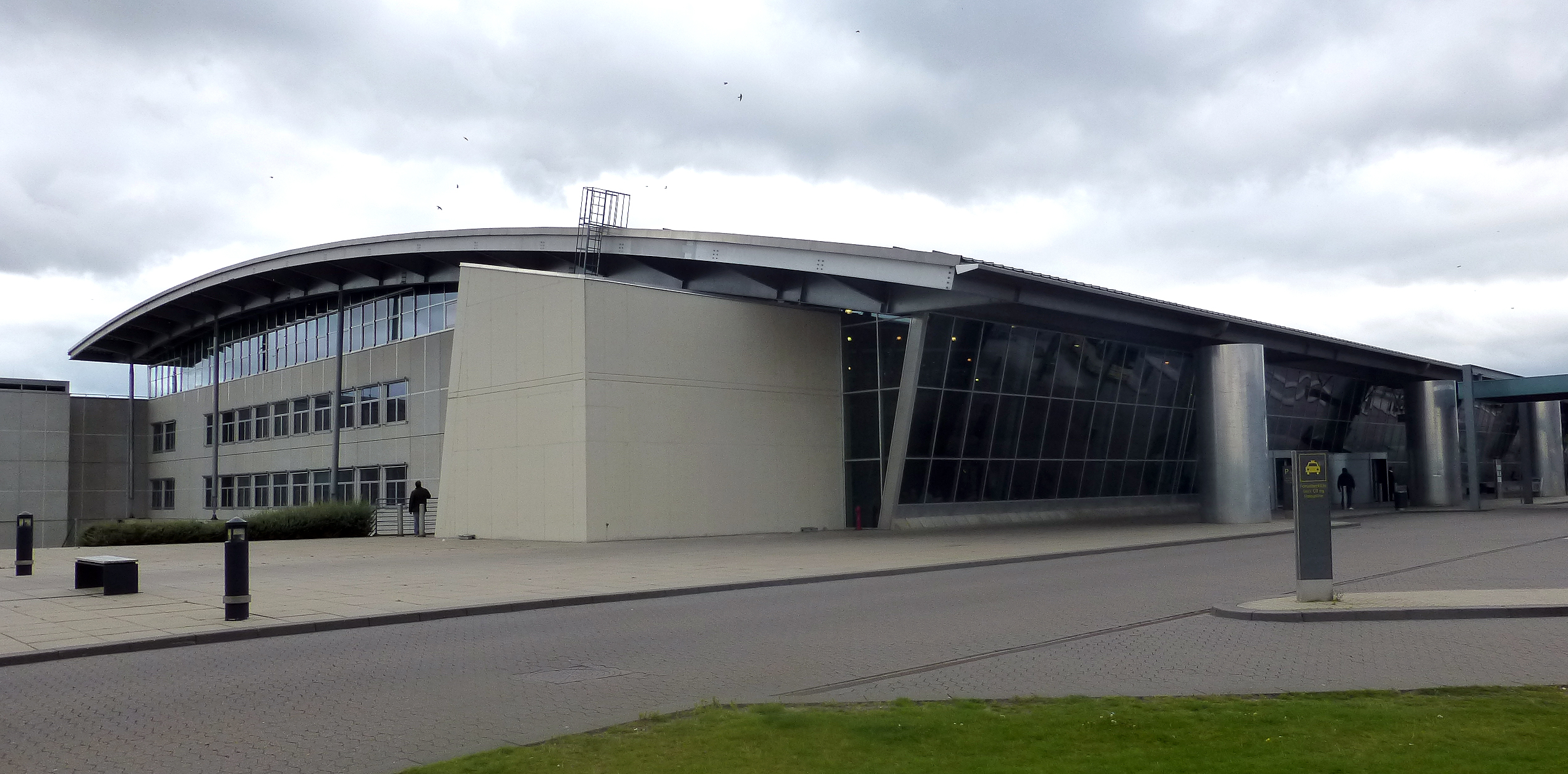
El aeropuerto de Billund es el más cercano a la localidad.

Por Jels no pasa ninguna autopista (motorvej). Su territorio es atravesado de noreste a suroeste por la carretera nacional (motortrafikvej) n.º 25 que circunvala el casco urbano. Su área la atraviesan la carreteras regionales (landevej)  n.º 403 y n.º 437 (que se cruzan con la citada nacional n.º 25 junto a la población). Varias carreteras locales permiten conectar la localidad con las vecinas.
En la población tenían parada en 2017 las siguientes líneas de autobús:
| Líneas de autobuses en Bække (2017) |                                                          |
| Número                              | Recorrido                                                |
| 138                                 | Handerslev – Vojens – Jels – Vejen                       |
| 147                                 | Kolding – Vamdrup – Jels                                 |
| 565                                 | Rødding – Jels – Farris – Troldkær                       |
| 566                                 | Øster Lindet – Stenderup – Jels                          |
| 635                                 | Oksenvad – Mølby – Ørsted – Sommersted – escuela de Jels |

No cuenta con conexión ferroviaria. Las estaciones de tren más cercanas se encuentran a 10 km en Vamdrup y a 17 km en Vejen.
Los aeropuertos más próximos son los de Billund (57 km) y Esbjerg (57 km).

## Demografía
| Población de Jels entre 2010 y 2017 |
|                                     |
| Fuente: Statistics Denmark.         |

A 1 de enero de 2017 vivían en la localidad 1993 personas de las que 990 eran hombres y 1003 mujeres. Jels está integrado dentro del municipio de Vejen y supone el 5% del total de sus habitantes. La densidad de población en este municipio era de 53 hab/km² muy inferior a la del total de Dinamarca que se sitúa en 133 hab/km².

## Economía
Además del sector primario representado por una agricultura dedicada mayoritariamente al cereal y por una ganadería estabulada, existe un sector secundario con un fabricante de materiales de construcción, otro de suelos de madera y otro de palets de madera.
Dentro del sector terciario o de servicios se encuentra un supermercado; un bed & breakfast; varios restaurantes y alojamientos; dos gasolineras; un concesionario de automóviles; otro  para caravanas; un taller de automóviles; una peluquería y una floristería.

## Educación, deportes y sanidad
La localidad cuenta con una guardería. También tiene una escuela de primaria y secundaria a la que acuden unos 415 alumnos.
En el ámbito médico y de cuidados, hay consulta abierta de un médico de medicina general, de un fisioterapeuta así como de  un dentista. También existe una residencia de ancianos.
Para los deportes, dispone de unas instalaciones multiusos donde se puede practicar tenis, balonmano, voleibol, bádminton y baloncesto. En sus pistas exteriores, adicionalmente, fútbol y tenis. Se da la circunstancia de que estas instalaciones ofrecen también alojamiento. Gracias a la existencia del lago, en la localidad hay constituido un club de remo y otro de pesca. Además, junto a la orilla norte se extiende un campo de golf de 18 hoyos.

## Turismo

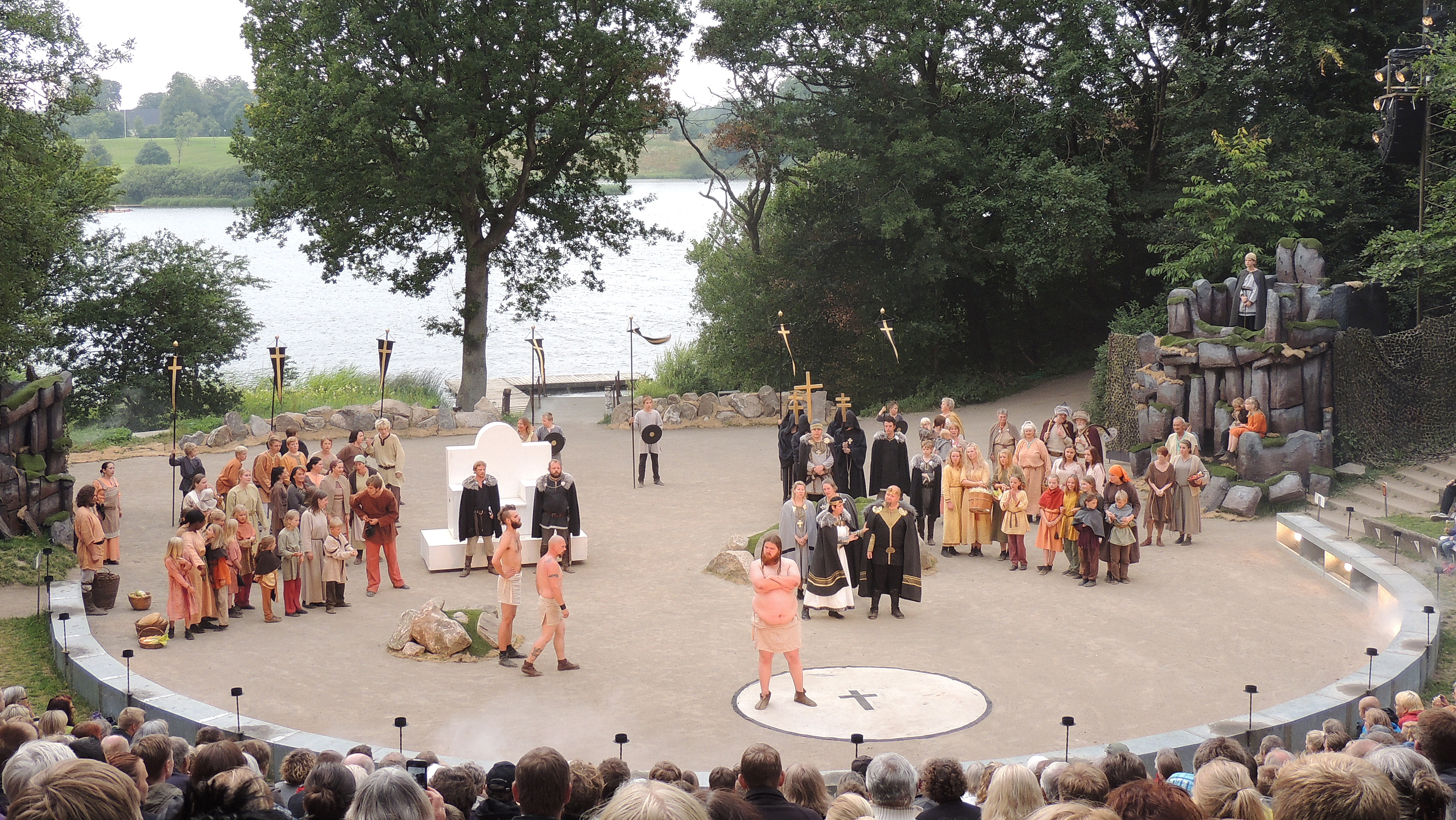
Representación sobre los vikingos en el teatro al aire libre de Jels.

El turismo es un importante aspecto de la localidad y está basado en su entorno natural, en especial su conjunto de tres lagos. Junto a ellos se levanta el citado campo de golf y un teatro al aire libre donde se realizan representaciones sobre temas de época vikinga. Cerca de él está el Jels Natur & Planetsti que consiste en una representación del sistema solar a escala tanto de tamaño del sol y los planetas como de distancia entre ellos. Esto permite obtener una impresión realista de estos aspectos.
La población es punto de paso de la ruta de senderismo y peregrinación  denominada Hærvejen que discurre entre Hirtshals/Frederikshavn y Padborg. Esta, además, es uno de los Caminos de Santiago que provienen del ámbito nórdico.
En cuanto a monumentos, cuenta con su iglesia, un antiguo molino de 1859 restaurado y el denominado Jels Pigen instalado a la orilla del lago.
Para acoger a quienes visitan la localidad existe una infraestructura de alojamiento con camping, bed & breakfast y hoteles.